# آهن(III) کلرید
کلرید آهن (III) (به انگلیسی: Iron(III) chloride) یا فریک کلرید با فرمول شیمیایی FeCl۳ یک ترکیب شیمیایی با شناسه پاب‌کم ۲۴۳۸۰ است. که جرم مولی آن 162.2 g/mol (anhydrous)
270.3 g/mol (hexahydrate) می‌باشد. شکل ظاهری این ترکیب، جامدی به رنگ قرمز اجری و زرد است.